# Aurélio Rodrigues Viana
Aurélio Rodrigues Viana (Jequié, 28 de setembro de 1864 — Salvador, 28 de março de 1939) foi um médico e político brasileiro.
Nasceu em Jequié, quando esta última ainda pertencia ao município de Maracás. Como governador da Bahia não chegou a assumir de fato o poder, sendo obrigado à força a renunciar por duas vezes seguidas e recusar o cargo uma terceira, durante os trágicos episódios que antecederam e se seguiram ao bombardeio de Salvador em 1912. Formou-se em Medicina pela Faculdade da Bahia, 1887. Professor concursado, 1894, Faculdade da Bahia. Assumiu interinamente o governo do Estado de 22 de dezembro de 1911 a 11 de janeiro de 1912 e de 21 de janeiro de 1912 a 26 de janeiro de 1912. Na Câmara de Salvador foi Conselheiro municipal 1904-1907, sendo escolhido 2° secretário. Eleito deputado estadual 1909-1910, e reeleito para a 11° legislatura de 1911-1912. Senador do Estado em 1929, renunciou para ocupar o cargo de deputado federal em 24 de março de 1929, sendo reeleito para a legislatura de 1930-1932.